# NGC 6766
NGC 6766 је планетарна маглина у сазвежђу Лабуд која се налази на NGC листи објеката дубоког неба.
Деклинација објекта је + 46° 27' 42" а ректасцензија 20h 10m 23,7s. Привидна величина (магнитуда) објекта NGC 6766 износи 10,9 а фотографска магнитуда 12,6. NGC 6766 је још познат и под ознакама NGC 6884, PK 82+7.1, CS=15.6.